# Calling Occupants of Interplanetary Craft
Calling Occupants of Interplanetary Craft ([Ich/Wir] Rufe(n) die Besatzung des interplanetarischen Raumschiffs oder [Ich/Wir] Rufen die Besatzungen interplanetarischer Raumschiffe) ist ein Lied der kanadischen Progressive-Rock-Gruppe Klaatu, das diese 1976 auf ihrem Debüt-Album 3:47 EST veröffentlichte.

## Inhalt

### Entstehung
Liedtitel und Text passen thematisch zum Bandnamen Klaatu. Dieser stammt aus dem US-Science-Fiction-Film Der Tag, an dem die Erde stillstand aus dem Jahre 1951. Der humanoide außerirdische Protagonist des Films nennt sich in seiner Muttersprache Klaatu, gibt sich aber später, um unter den Menschen nicht aufzufallen, den Namen Mr. Carpenter.
Die Idee für das Lied ging laut Bandmitglied John Woloschuk auf den 1967 von Jay David herausgegebenen Reader The Flying Saucer (Die fliegende Untertasse) zurück. Darin wurde dazu aufgerufen, an einem Experiment, dem sogenannten World Contact Day (Welt-Kontakttag) teilzunehmen. An diesem Tag sollten die Teilnehmer zu einer bestimmten Uhrzeit gemeinsam versuchen, mit Außerirdischen Kontakt aufzunehmen, indem sie telepathisch eine Nachricht an diese senden sollten. Diese Nachricht begann mit den Worten Calling occupants of interplanetary craft!.
Das Lied wurde am 13. März 1975 aufgenommen.

### Rezeption

#### Beatles-Gerücht
Schon kurz nach Gründung der Band brachte ein US-amerikanischer Journalist das Gerücht in Umlauf, bei der Band bzw. den Bandmitgliedern handele es sich um ein Musikprojekt der vier Beatles, die sich 1970 aufgelöst hatten. Dieses Gerücht, u. a. gestützt von Musikstil und Klang der Stimme des Lead-Sängers John Woloschuk, die große Ähnlichkeit mit der Paul McCartneys hat, verbreitete sich sehr schnell und bestand über mehrere Jahre. Die Beatles selbst nahmen zu den Gerüchten nie Stellung. Die Namen der Klaatu-Bandmitglieder waren auf keiner ihrer drei ersten Alben angegeben und auch ihre Anzahl war unbekannt. Erst 1980, bei der Veröffentlichung ihres vierten Albums Endangered Species, enthüllten die drei Bandmitglieder ihre wahren Identitäten.
Das Beatles-Gerücht hatte zur Folge, dass die Plattenverkäufe und Chartplatzierungen der Band von Anfang an hoch waren. Das Album 3:47 EST verkaufte sich sehr gut und belegte in Kanada Platz 40 und in den USA Platz 32 der Billboard Hot 100.
Von Calling Occupants of Interplanetary Craft existieren zwei Versionen, eine 7 Min. 14 Sek. lange LP-Version und eine Single-Version mit 3 Min. 23 Sek. Der Piratensender Radio Caroline, auf einem Schiff vor der britischen Küste in internationalen Gewässern, spielte 1979 einige Zeit lang Calling Occupants of Interplanetary Craft als Jingle zu Beginn seines Nachtprogramms.

#### Coverversion
1977 erschien eine Coverversion des Liedes vom US-Pop-Duo The Carpenters, die diese mit 160 weiteren Musikern aufgenommen hatten. Diese Version erreichte Platz 1 der irischen Charts und gelangte im Vereinigten Königreich und in Kanada jeweils unter die Top 10.
Die Carpenters entwickelten das Konzept Kontaktaufnahme zu Außerirdischen bis zu einer Fernsehsendung weiter, die The Carpenters ... Space Encounters (Die Carpenters … Begegnungen im Weltraum) hieß und am 17. Mai 1978 im US-Fernsehsender ABC ausgestrahlt wurde. In der Sendung sangen sie u. a. Calling Occupants of Interplanetary Craft.